# Alto de Velefique
El Alto de Velefique, (1820 m s. n. m.), también conocido como Puerto de Velefique es un puerto de montaña sobre la Sierra de los Filabres situado en Velefique en Andalucía, España.

## Ciclismo
Este puerto ha formado parte de las principales carreras de ciclismo del país en múltiples ocasiones.

### Final de etapa de la Vuelta a España
El puerto ha formado parte de la Vuelta a España, pero solo en dos ocasiones ha sido usado como final de etapa.
| Año  | Etapa | Distancia | Categoría | Inicio           | Fin               | Primero en la cima |
| ---- | ----- | --------- | --------- | ---------------- | ----------------- | ------------------ |
| 2009 | 12    | 179,3     | F.C.      | Almería          | Alto de Velefique | Ryder Hesjedal     |
| 2021 | 9     | 188       | F.C.      | Puerto Lumbreras | Alto de Velefique | Damiano Caruso     |

F.C.: Fuera de categoría